# Trahson Burrell
Trahson Burrell (Albany, Nueva York, 16 de noviembre de 1992) es un baloncestista estadounidense que pertenece a la plantilla de los Libertadores de Querétaro de México. Con 2,01 metros de estatura, juega en la posición de alero.

## Trayectoria deportiva

### Universidad
Comenzó su etapa universitaria en el junior college de Lee, en Texas, donde jugó dos temporadas en las que promedió 20,7 puntos, 7,6 rebotes, 4,4 asistencias y 1,9 robos de balón. En 2014 fue el tercer mejor anotador de toda la NJCAA, promediando 25,2 puntos por partido.
En 2014 fue transferido a los Tigers de la Universidad de Memphis, donde jugó dos temporadas más, en la que promedió 9,6 puntos, 5,7 rebotes y 2,3 asistencias por partido,

### Profesional
Tras no ser elegido en el Draft de la NBA de 2016, sí lo fue en el Draft de la NBA D-League, en la decimocuarta posición de la segunda ronda por Long Island Nets.